# 자한기르 칸
자한기르 칸(Jahangir Khan, 1963년 12월 10일 ~)은 파키스탄 출신의 이전의 세계 랭킹 1위 프로 스쿼시 선수이고, 여러 사람들에게 스쿼시 역사상 가장 뛰어난 선수로 여겨지고 있다. 그의 선수생활기간 동안 그는 월드 오픈에서 6번 우승했고 브리티시 오픈에서 기록적인 10번의 우승을 차지했다. 1981년에서 1986년사이, 그는 5년간 대회 경기에서 한번도 지지 않았다. 그당시 그는 555번의 경기에서 연속으로 승리했다. 이는 스쿼시 역사상 가장 긴 승리 기간일 뿐만 아니라, 최고수준의 프로 스포츠 전체에 있어서도 어느 선수에 의해서도 깨진 적 없는 가장 긴 무패기록이다. 그는 1993년에 선수에서 은퇴하였고, 2002년부터 세계 스쿼시 연맹의 회장을 맡고 있다.

## 선수 시절(Playing career)
자한기르는 처음엔 그의 아버지 로샨 칸에게 코치를 받았었는데, 그의 아버지는 1957년 브리티시 오픈 챔피언이었다. 아버지의 뒤에는 그의 사촌 레흐맛 칸(Rehmat Khan)이 그의 대부분의 선수기간 동안 자한기르를 지도했다.
1979년에, 파키스탄 선수선발자들은 자한기르를 오스트레일리아 개최 세계 스쿼시 선수권 대회에 참가시키지 않기로 결정했는데, 이는 그가 최근의 질병으로 너무 아프다고 판단했기 때문이었다. 그래서 자한기르는 그 대신 세계 아마추어 개인 선수권 대회에 참가하기로 결정하고, 결국 15살의 나이로 그 대회의 최연소 우승자가 되었다.
1979년 11월에, 1970년대의 뛰어난 국제적인 스쿼시 선수 중 하나였던, 자한기르의 형 토르잠 칸(Torsam Khan)은 오스트레일리아 개최 토너먼트 경기 도중 갑작스러운 심장 마비로 사망하였다. 타르잠의 죽음은 자한기르에게 깊은 영향을 미쳤다. 한때 그는 스쿼시를 그만둘 것을 생각했지만, 자신의 선수 생활을 그의 형에게 바치기로 결심하고 선수생활을 계속해 나갔다.

### 5년간의 무패질주
1981년, 그가 17살이었을 때, 자한기르는 결승전에서 호주의 죠프 헌트(1970년대 후반의 압도적인 선수)를 꺾고 최연소 월드 오픈 우승자가 되었다. 그 토너먼트는 5년간 500회를 넘는 경기에서 한번도 지지 않는 자한기르 무패질주의 시작이었다. 그의 플레이의 특징은 놀라운 체력과 지구력이었는데, 이는 레흐맛 칸의 혹독한 훈련 덕분이었다. 자한기르는 한 마디로 스쿼시에 가장 적합한 선수였고, 언제나 무시무시한 속도로 플레이되는 긴 랠리로 상대를 무너트릴 수 있었다.
1982년, 자한기르는 국제 스쿼시 선수 협회 선수권 대회에서 단 한 점도 내주지 않고 우승하여 모두를 놀래켰다.
이 무패질주는, 프랑스 토울로스(Toulouse) 개최 1986년 월드 오픈에서, 자한기르가 뉴질랜드의 로스 노르만에게 패하면서 끝내 막을 내렸다. 그때까지 노르만은 지고 또 지면서도 자한기르의 무패행진을 막는 것을 포기하지 않고 있었다. "어느 날 자한기르가 조금이라도 경기에서 허점이 보이기라도 하면 저는 그를 무찌를 겁니다," 라고 그는 5년간 맹세했다.
그의 무패행진에 대해, 자한기르는 이렇게 말했다: "그런 기록을 세우는 것은 제 목표가 아니었습니다. 제가 했던 것은 단지 몇주간 제가 했던 경기에서 모두 이기는 것이었고, 이것이 몇달로 그리고 1986년에 토울로스에서 로스 노르만에게 질 때까지의 몇 년으로 이어졌던 것 뿐입니다."
"제가 매번 이기기를 반복하고 사람들이 제가 지면 어쩌나 하고 걱정하면서 제게 압박이 오기 시작했습니다. 그때 그 월드 오픈 결승전에서, 로스는 저를 꺾었죠. 그것은 정확히 5년 8개월만이었습니다. 저는 그 이후로 또 9개월간 한 번도 지지 않았습니다."

### 하드볼 게임에서의 성공
1980년대 전반의 국제 스쿼시 경기를 모두 지배함에 힙입어, 자한기르는 북 아메리카 하드볼 스쿼시에서 그의 능력을 시험해보기로 결정한다. (하드볼 스쿼시는 스쿼시의 북 아메리카 식 변형종목으로, 더 작은 코트에서 더 빠른 공을 사용하여 행해진다.) 1983-1986년 동안 하드볼 스쿼시를 하면서, 자한기르는 13 번의 최고수준 하드볼 토너먼트에 참가했고, 그 중 12 개에서 우승을 차지했다. 그는 대회에서 뛰어난 아메리칸 선수, 마크 탈봇을 맞닥들였는데, 이는 총 11번으로 모두 토너먼트의 결승전에서였고, 그 중 10번을 이겼다. 소프트볼과 하드볼 버전의 경기 모두를 그가 지배함에 따라, 자한기르는 이로써 진정한 세계의 가장 위대한 스쿼시 선수로서의 명성을 굳혔다. 몇몇 사람들은 그의 북 아메리카에서의 성공이 국제적으로 공인된 버전인 "소프트볼" 버전에 대한 사람들의 관심을 키우고, 하드볼 버전이 1980년대 후반과 1990년대에 외면받게 된 이유 중 하나라고 생각한다.

### 장셔 칸과의 경쟁
1986년 말 스쿼시 국제무대에 또 다른 파키스탄 스쿼시 선수 장셔 칸이 자한기르의 지배적인 권위에 도전하기 위해 나타났다. (장셔는 자한기르와 직접적인 관련은 없는 것으로 알려져 있으나, 그들의 가족은 모두 파키스탄 북부의 페샤워(Peshawar)라는 같은 마을에서 뻗어나왔고, 따라서 그들은 먼친척일 수도 있다.) 자한기르는 그들이 처음 맞닥뜨린 1986년 말과 1987년 초의 몇 번의 경기에선 승리하였다. 하지만 장셔는 1987년 9월 홍콩 오픈 준결승에서 자한기르를 맞아, 스트레이트로 게임을 따내며 승리하였다. 그 후, 장셔는 계속하여 자한기르를 맞아 연속으로 8번을 이겼고 1987년 월드 오픈 타이틀을 획득하였다.
자한기르는 1988년 3월 장셔의 연승을 끝내고, 계속하여 장셔와의 다음 15번의 대결에서 11번 승리하였다. 이들은 1988년 월드 오픈 결승전에서 다시 만났고, 자한기르가 승리했다. 이 시점에 이르러 스쿼시는 현재 두 명의 지배적인 선수가 존재한다는 것이 확실해졌다. 이 두명은 남은 십년도 계속 스쿼시계를 지배할 기세였다. 장셔와 자한기르는 토너먼트에서 총 37번 맞닥뜨렸다. 장셔는 19번의 대결에서 승리했고 (74 게임, 1,426 포인트), 자한기르는 18번의 대결에서 승리했다 (79 게임, 1,459 포인트). 이 기록은 이벤트성 경기와 리그 경치는 포함하지 않은 수치이다.
자한기르는 1988년 이후로 월드 오픈에서 우승하지 못해지만, 브리티시 오픈 타이틀은 계속 완전히 지배하며 1982년과 1991년 사이에 10번을 연속으로 우승하는 기록을 세웠다.

### 월드 오픈 결승전 전적
| 우승 (6)   |               |                          |
| 연도       | 결승전 상대   | 결승전 점수              |
| 1981년     | 죠프 헌트     | 7-9, 9-1, 9-2, 9-2       |
| 1982년     | 딘 윌리엄스   | 9-2, 6-9, 9-1, 9-1       |
| 1983년     | 크리스 디트마 | 9-3, 9-6, 9-0            |
| 1984년     | 카마 자만     | 9-0, 9-3, 9-4            |
| 1985년     | 로스 노르만   | 9-4, 4-9, 9-5, 9-1       |
| 1988년     | 장셔 칸       | 9-6, 9-2, 9-2            |
| 준우승 (3) |               |                          |
| 연도       | 결승전 상대   | 결승전 점수              |
| 1986년     | 로스 노르만   | 9-5, 9-7, 7-9, 9-1       |
| 1991년     | 로드니 마틴   | 14-17, 15-9, 15-4, 15-13 |
| 1993년     | 장셔 칸       | 14-15, 15-9, 15-5, 15-5  |

### 브리티시 오픈 결승전 전적
| 우승 (10)  |               |                         |
| 연도       | 결승전 상대   | 결승전 점수             |
| 1982년     | 히디 자한     | 9-2, 10-9, 9-3          |
| 1983년     | 가말 아와드   | 9-2, 9-5, 9-1           |
| 1984년     | 카마 자만     | 9-0, 9-3, 9-5           |
| 1985년     | 크리스 디트마 | 9-3, 9-2, 9-5           |
| 1986년     | 로스 노르만   | 9-6, 9-4, 9-6           |
| 1987년     | 장셔 칸       | 9-6, 9-0, 9-5           |
| 1988년     | 로드니 마틴   | 9-2, 9-10, 9-0, 9-1     |
| 1989년     | 로드니 마틴   | 9-2, 3-9, 9-5, 0-9, 9-2 |
| 1990년     | 로드니 마틴   | 9-6, 10-8, 9-1          |
| 1991년     | 장셔 칸       | 2-9, 9-4, 9-4, 9-0      |
| 준우승 (1) |               |                         |
| 연도       | 결승전 상대   | 결승전 점수             |
| 1981년     | 죠프 헌트     | 9-2, 9-7, 5-9, 9-7      |

## 훈련 방식(Training Regime)
GEO 슈퍼에서 방송된 그에 관한 다큐멘터리에서, 자한기르는 그만을 위해 특별히 제작된 어떠한 훈련 방식이나 어떠한 특별히 계획된 식이요법도 따라본 적이 없다고 밝혔다 - 그는 위생적이기만 하면 어떤 것이든 먹을 수 있었고, 다만 그는 매일 우유 두잔을 마시는 것을 잊지 않았다.
훈련을 위해서 그는 하루를 9 마일의 조깅으로 시작했다. 60-120 분이 걸리는 이 조깅은 처음에는 보통 속도로, 그 뒤에는 일정 시간간격마다 짧은 전력질주로 뛰는 것이었다. 이어서 그는 헬스클럽에서 웨이트 트레이닝을 하고 마지막으로 수영장에서 몸을 식히곤 했다. 그는 일주일에 5일을 이렇게 훈련했다. 6 번째 날에 그는 경기 연습을 했고, 7 번째 날에는 쉬었다.
그는 또한 모든 표면에서 뛰는 것을 경험했다고 말한다 - 주문제작된 트랙에서부터 아스팔트 길, 풀밭과 농장 들판, 해안가, 무릎까지 차는 물까지. 또한 그는 산소 농도가 낮은 높은 고도 들판에서의 훈련을 하기 위하여 때때로 파키스탄 북부를 방문하기도 했다. 이 모든 것이 자한기르를 정신적으로, 그리고 육체적으로 세계에서 가장 뛰어난 선수로 만들었다.
그의 책, 불의 길에서 : 회고록(In the Line of Fire: A Memoir)에서 파키스탄의 대통령 페르베즈 무샤라프(Pervez Musharraf)는 다음과 같이 말한다: "만약 헐리우드가 그의 비극과 거친 모래밭길과 결단으로 가득찬 삶의 이야기를 알기만 했다면, 이는 불의 전차(Chariots of Fire)와 같은 영화로 만들어졌을 것이다. 그를 아는 많은 사람들은 그를 이 세상에 살았던 최고의 운동선수로 여긴다."

## 수상, 봉사 & 인지(Awards, services & recognition)
자한기르는 1993년 카라치 개최 세계 팀 챔피언십에서 파키스탄이 우승하는 것을 돕고 선수에서 은퇴하였다. 파키스탄 정부는 스쿼시에서 이룬 그의 업적을 높이 여겨, 자한기르에게 Pride of Performance를 수상하고 Hilal-e-Imtiaz 시민상을 수상하는 영광을 안겨주었다. 그들은 또한 그에게 천년의 스포츠맨(Sportsman of the Millennium)이라는 이름의 상도 수여했다.
1990년에, 자한기르는 프로 스쿼시 협회(Professional Squash Association)의 의장으로 선출되었고, 1997년에, 파키스탄 스쿼시 연맹의 부회장으로 선출되었다. 그는 1998년 11월에 세계 스쿼시 협회의 부회장으로 선출되었고, 2002년 10월에 WSF 회장으로 선출되었다. 2004년에, 그는 마우리티우스 카사 노예일에서 열린 국제 연맹의 33번째 Annual 정기 미팅에서 만장일치로 다시 한번 세계 스쿼시 연맹의 회장으로 선출되었다.
자한기르는 가장 많은 세계 챔피언십 스쿼시 타이틀을 가지고 있는 것으로써 기네스 북에 올라있다 .
Jahangir is listed in Guinness Book of World Records as having the most world championship squash titles .
타임 지(誌)는 자한기르를 지난 60년 동안의 아시아의 영웅들 중 한 명으로 등재하였다.
자한기르 칸은 이 스포츠에 대한 기여를 인정받아 런던 메트로폴리탄 대학((영어) London Metropolitan University)으로부터 명예 철학 박사 학위를 수여받았다.
그의 광대하고 절대적인 스쿼시의 지배 때문에 그는 "정복자" (그의 성을 엉성하게 번역한 의미)라는 별명을 얻었다.

## 같이 보기
- 스쿼시 선수 목록
- 장셔 칸
- 월드 오픈
- 브리티시 오픈 스쿼시 선수권 대회
- 로샨 칸
- 토르삼 칸
- 레흐맛 칸
- 세계 스쿼시 연맹
- 파키스탄 인물 목록